# Pietro Terracciano
Pietro Terracciano (* 8. März 1990 in San Felice a Cancello) ist ein italienischer Fußballtorhüter, der bei der AC Mailand in der Serie A spielt.

## Karriere
Terracciano spielte in der Jugend für die US Avellino. 2010 wechselte er zur ASG Nocerina, von der er wenig später an die ASG Milazzo verliehen wurde.
Am 30. Juni 2011 bestätigte Calcio Catania die Verpflichtung Terraccianos als vierte Wahl im Tor. Am 21. April 2012 gab er im letzten Spiel sein Debüt für den Verein in der Serie A. In der Saison 2012/13 blieb er dritte Wahl in der Serie A.
Am 23. Juli 2013 wurde Terracciano für eine Saison an Avellino ausgeliehen, mit der Option, den Spieler nach der Saison 2013/14 zu verpflichten. Nachdem er in der Serie B 2014/15 erneut für Catania gespielt hatte, wechselte er auf Leihbasis für zwei Jahre bis 2017 zu Salernitana.
Am 11. Juli 2017 wurde Terracciano an den FC Empoli verkauft, wo er einen Dreijahresvertrag unterschrieb. Nachdem er die Saison in der Serie B als dritter Torhüter erlebt hatte, begann er im darauffolgenden Jahr in der Serie A als Stammtorhüter. Er gewann mit dem Verein in der Saison 2017/18 die Serie B.
Nachdem er 2019 bereits auf Leihbasis für die AC Florenz gespielt hatte, wechselte er am 7. Juli 2019 endgültig zu dem Verein.
Mitte Juli 2025 wechselte Terracciano ligaintern zur AC Mailand und unterschrieb dort einen Vertrag bis Sommer 2026.